# Louis Isadore Kahn

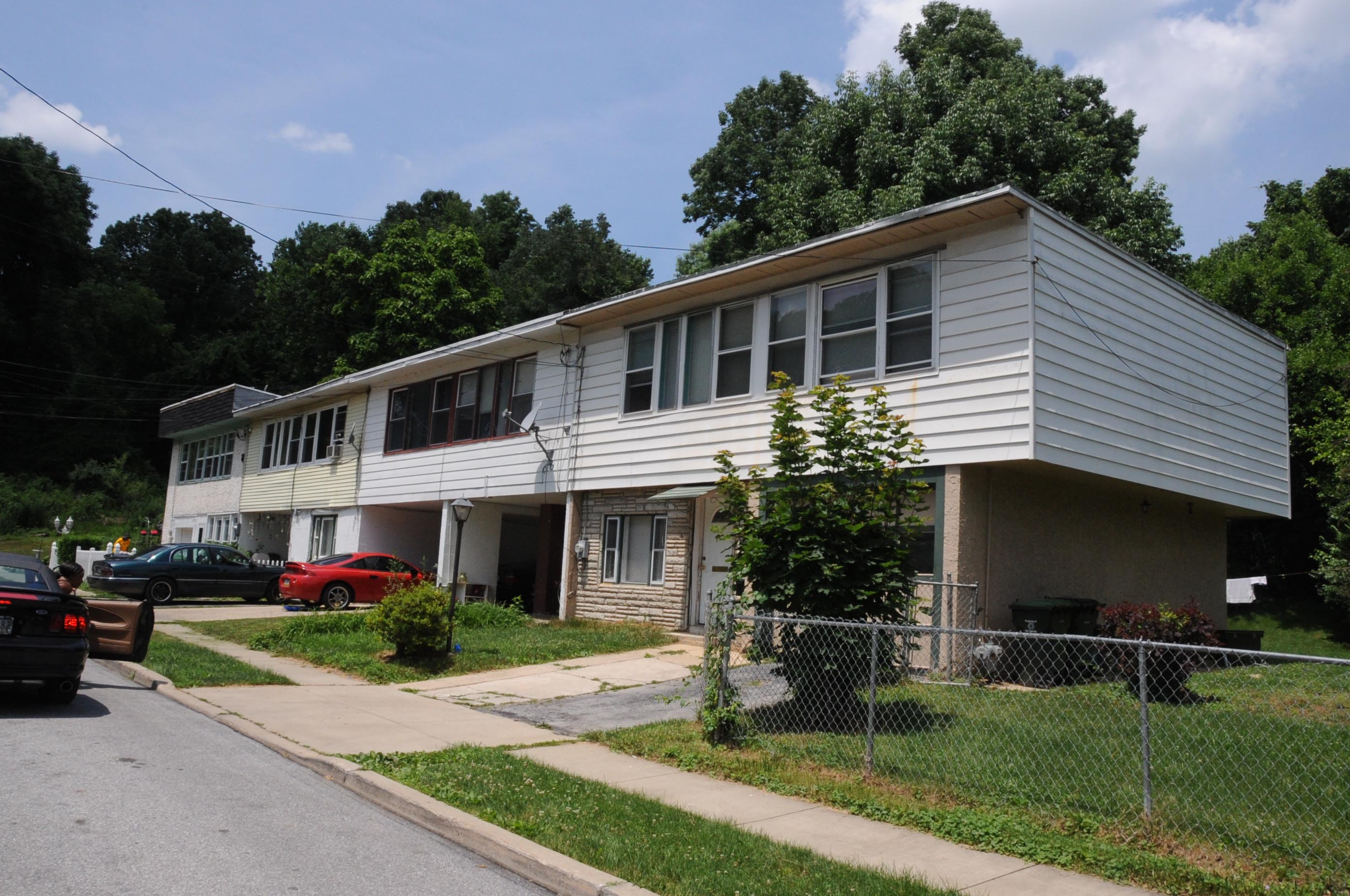
Carver Court, Oscar Storonov y Louis Kahn, 1941-44

Louis Isadore Kahn, nacido como Itze-Leib Schmuilowsky,  (20 de febrero de 1901-17 de marzo de 1974) fue un renombrado arquitecto asentado en Filadelfia (Estados Unidos). Después de trabajar en varios estudios en esa ciudad, fundó el suyo propio en 1935. Al mismo tiempo que dirigía su estudio se dedicó también a la crítica del diseño y a la docencia en la Escuela de Arquitectura de la Universidad de Yale de 1947 a 1957. Desde este último año, 1957 hasta su muerte fue profesor de Arquitectura en la Escuela de Diseño en la Universidad de Pensilvania. El estilo de Kahn, influenciado por las antiguas ruinas, tiende a la monumentalidad y al monolitismo, a la intemporalidad. Sus edificios no esconden su peso, sus materiales o su forma de construirse.
“La elección de la estructura es sinónimo de la elección de la luz que da forma a ese espacio. La luz artificial es sólo un breve momento estático de la luz, es la luz de la noche y nunca puede igualar a los matices creados por las horas del día y la maravilla de las estaciones".

## Biografía

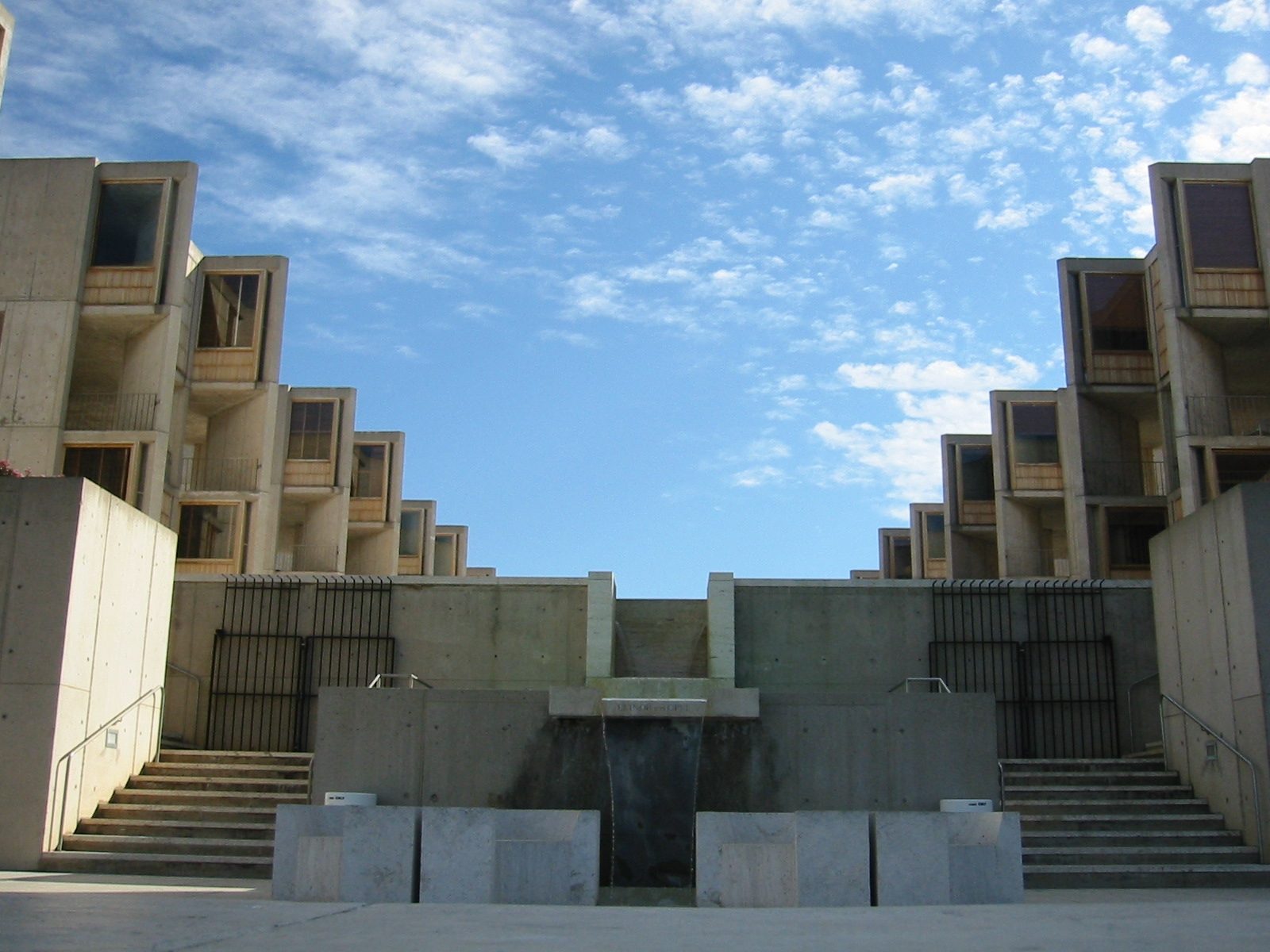
Instituto Salk, La Jolla, Louis Kahn y Anne Tyng.

Kahn nació en Kuressaare en la isla de Saaremaa en Estonia el 20 de febrero de 1901 en el seno de una humilde familia judía. Cuatro años más tarde su familia emigró a los Estados Unidos, temiendo que su padre fuera reclutado por el ejército durante la guerra ruso-japonesa. Louis Kahn se crio en Filadelfia y adquirió la nacionalidad norteamericana el 15 de mayo de 1914.
Fue educado en una rigurosa tradición Beaux-Arts, con su énfasis en el dibujo, en la Universidad de Pensilvania. Después de graduarse en 1924, Kahn viajó por Europa y se instaló en la ciudad medieval amurallada de Carcasona, en lugar de quedarse en las cunas del clasicismo o del modernismo. En 1925–1926 Kahn fue diseñador jefe de la Exposición del sesquicentenario. A partir de 1947 enseñó durante una década en la Universidad de Yale, en la que gozó de una gran influencia. Posteriormente se trasladó a la Universidad de Pensilvania. Entre sus alumnos se encuentran Moshe Safdie y Robert Venturi.
Murió el 17 de marzo de 1974 de un ataque al corazón en los servicios de la estación de Pensilvania de Nueva York. Acababa de regresar de un viaje de trabajo en la India.
Kahn siempre se involucró profundamente en todos sus trabajos. Reinterpretó el estilo internacional de forma poco convencional, inspirándose a menudo en la arquitectura antigua. Sus trabajos reflejan su interés por la luz y los materiales. Isamu Noguchi se refirió a él como «un filósofo entre arquitectos».
Kahn tuvo tres familias con tres mujeres diferentes: con su esposa Esther, con su compañera de trabajo la arquitecta Anne Tyng y con la paisajista Harriet Pattison. Su hijo con esta última, Nathaniel Kahn, retrató la vida del arquitecto en un documental titulado Mi arquitecto: el viaje de un hijo, que recibió un Óscar en 2003. En él participaron renombrados arquitectos como B.V.Doshi, Frank Gehry, Philip Johnson, I. M. Pei, y Robert Stern, pero también muestra sus complejas relaciones familiares, así como las inusuales circunstancias de su muerte.
No tenía ningún parentesco con su colega y compatriota, el arquitecto de Detroit Albert Kahn.

## Trayectoria

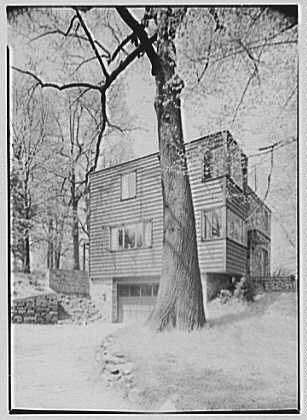
Casa construida en 1940 en Pensilvania, diseñada por el arquitecto.

Su trabajo también se caracteriza por seguir la línea de Le Corbusier, incorporándole una crítica tipológica de la arquitectura y una búsqueda constante de la nueva poética. 
Kahn fue uno de los arquitectos más influyentes del siglo XX. A sus edificios monumentales y atemporales les incorpora una «construcción reflexiva de los espacios» —como él mismo definió su trabajo—. Sus temas principales son la materialidad y la luz, a través de la simpleza y pulcritud del hormigón visto y el ladrillo acentúa el carácter monolítico de sus edificios. Por otro lado, al interior, el manejo de la luz en todas sus obras aporta un dramatismo con el que busca transmitir el alma y voluntad de los materiales.
«…la monumentalidad es enigmática. No puede crearse intencionalmente. No son necesarios ni el material más exquisito ni la tecnología más avanzada…»
A partir de los años 50, Louis Kahn explorará un nuevo tipo de espacio en el que la materia, la estructura y la luz están íntimamente relacionados y son los elementos para crear un espacio humanizado. En su proceso de proyecto sigue una secuencia en la que la materia crea el muro que va disolviéndose en columnas entre las cuales se introduce la luz para hacer del espacio interior un mundo habitable y, por ende, humano. De este modo supera la premisa de la ortodoxia moderna en la que la estructura, el cerramiento y el espacio eran categorías independientes.
Desde 1955 y durante 19 años trabaja junto a Anne Tyng. Entre los trabajos realizados en conjunto se encuentran la Galería de Arte de la Universidad de Yale (1951-53), la Trenton Bath House (1955), el estudio de Esherick (1956), el Instituto Salk (1959-55), el Erdman Hall (1960-65) y el Centro de Arte Británico de Yale (1974).

## Obras y proyectos representativos
- Galería de Arte de la Universidad Yale, New Haven (1951-1953), el primer encargo importante de Louis Kahn. Los techos, que tienen tres pies (0,9 metros) de espesor, consisten en una cuadrícula de aberturas triangulares que atraen la atención hacia espacios piramidales de tres lados con poca luz. Estos espacios expuestos proporcionan los medios para canalizar los servicios de calefacción, refrigeración y electricidad a través de las galerías.[4]
- Los Laboratorios Richards, Universidad de Pensilvania, Filadelfia, (1957–1965), un gran avance en la carrera de Kahn que ayudó a establecer nuevas direcciones para la arquitectura moderna con su clara expresión de espacios servidos y sirvientes y su evocación de la arquitectura del pasado.
- El Instituto Salk, La Jolla (1959–1965) iba a ser un campus compuesto por tres grupos principales: áreas de reunión y conferencias, viviendas y laboratorios. Solo se construyó el grupo de laboratorios, que consta de dos bloques paralelos que encierran un jardín acuático. Los dos bloques de laboratorio enmarcan una vista a lo largo del Océano Pacífico, acentuada por una delgada fuente lineal que parece alcanzar el horizonte. Ha sido nombrado "posiblemente el trabajo definitorio" de Kahn.[5]
- Primera Iglesia Unitaria, Rochester (1959-1969), nombrada como una de las mayores estructuras religiosas del siglo XX por Paul Goldberger, crítico de arquitectura ganador del Premio Pulitzer.[6] Los huecos de las ventanas altas y estrechas crean un ritmo irregular de sombras en el exterior, mientras que cuatro torres de luz inundan las paredes del santuario con luz natural indirecta.
- Shaheed Suhrawardy Medical College and Hospital, Daca, Pakistán Oriental (actual Bangladés)
- Instituto Indio de Gestión, en Ahmedabad, India (1961)
- Eleanor Donnelly Erdman Hall, Bryn Mawr College, Bryn Mawr (1960-1965), diseñado como un castillo escocés moderno.[7]
- Biblioteca de la Academia Phillips Exeter, Exeter (1965-1972), galardonada con el premio de veinticinco años por el Instituto Estadounidense de Arquitectos en 1997. Su espectacular atrio presenta enormes aberturas circulares en las pilas de libros.
- El Museo de Arte Kimbell, Fort Worth (1967–1972), presenta bahías repetidas de bóvedas de cañón en forma de cicloide con rendijas de luz a lo largo del ápice, que bañan la obra de arte en exhibición con una luz difusa en constante cambio.
- Arts United Center, Fort Wayne, (1973), el único edificio realizado con una visión de Arts Campus de diez edificios, el único teatro y edificio de Kahn en el Medio Oeste
- Sinagoga Hurva, Jerusalén, (1968-1974), sin construir
- Centro de Arte Británico de Universidad Yale (1969-1974)
- Parque de las Cuatro Libertades de Franklin D. Roosevelt, Roosevelt Island (1972–1974), construcción completada en 2012
- Jatiyo Sangsad Bhaban (Edificio de la Asamblea Nacional) en Daca, Pakistán Oriental (actual Bangladés) fue el último proyecto de Kahn, desarrollado entre 1962 y 1974. Kahn consiguió el contrato de diseño con la ayuda de Muzharul Islam, uno de sus estudiantes en la Universidad Yale, quien trabajó con él en el proyecto. El edificio del Parlamento de Bangladés es la pieza central del complejo de la capital nacional diseñado por Kahn, que incluye albergues, comedores y un hospital. Según Robert McCarter, autor de Louis I. Kahn, "es uno de los mayores monumentos arquitectónicos del siglo XX y es, sin duda, la obra maestra de Kahn".[8]

## Escritos
- Louis I. Kahn: Escritos, conferencias y entrevistas, El Croquis, 2007
- Louis I. Kahn: Conversaciones con estudiantes, Gustavo Gili, 2002